# Taburete
Le Taburete est un stratovolcan du Salvador. Il s'élève au-dessus de la plaine côtière entre les volcans San Vicente et San Miguel, juste à l'ouest du volcan Usulután.
Il est couronné d'un cratère sommital bien conservé, profond de 150 à 300 mètres, avec son point culminant sur le rebord sud du cratère.